# Exocentrus albosuturalis
Exocentrus albosuturalis là một loài bọ cánh cứng trong họ Cerambycidae.